# Tweedia andina
Tweedia andina là một loài thực vật có hoa trong họ La bố ma. Loài này được (Phil.) G.H.Rua miêu tả khoa học đầu tiên năm 1989.